# جنگ ویتنام
جنگ ویتنام (۱ نوامبر ۱۹۵۵ – ۳۰ آوریل ۱۹۷۵) درگیری مسلحانه‌ای بود که در ویتنام، لائوس و کامبوج رخ داد و میان ویتنام شمالی (جمهوری دموکراتیک ویتنام) و ویتنام جنوبی (جمهوری ویتنام) و متحدانشان جریان داشت. ویتنام شمالی از حمایت اتحاد جماهیر شوروی و چین برخوردار بود، در حالی که ویتنام جنوبی مورد پشتیبانی ایالات متحده آمریکا و دیگر کشورهای ضد کمونیسم قرار داشت. این نبرد، دومین جنگ از سلسله جنگ‌های هندوچین و یکی از درگیری‌های نیابتی مهم در دوران جنگ سرد میان شوروی و آمریکا بود. دخالت نظامی مستقیم آمریکا از سال ۱۹۶۵ شدت گرفت و تا خروج آن در سال ۱۹۷۳ ادامه یافت. این درگیری به جنگ داخلی لائوس و کامبوج نیز منجر شد و سرانجام هر سه کشور در سال ۱۹۷۵ تحت حاکمیت کمونیستی قرار گرفتند.
دولت آمریکا در دوران ریاست جمهوری دوایت آیزنهاور حضور نیروهای نظامی ایالات متحده در خاک ویتنام را به عنوان راهی برای جلوگیری از گسترش نفوذ و کنترل کمونیسم در ویتنام جنوبی پیرو نظریه دومینو می‌دانست. با توجه به اصل ریزش دومینو اگر یک منطقه کمونیستی می‌شد مناطق اطراف را هم به دنبال خودش پایین می‌کشید و در کام کمونیسم و زیر نظر اتحاد جماهیر شوروی یا جمهوری خلق چین قرار می‌داد و به گسترش قلمرو کمونیسم کمک و از قلمرو دولت‌های سرمایه‌داری می‌کاست.
پس از شکست فرانسه در جنگ اول هندوچین که از سال ۱۹۴۶ آغاز شده بود، ویتنام در کنفرانس ۱۹۵۴ ژنو استقلال یافت، اما در مدار ۱۷ درجه شمالی به دو بخش تقسیم شد: ویت مین به رهبری هو شی مین کنترل ویتنام شمالی را به دست گرفت و ایالات متحده حمایت مالی و نظامی از ویتنام جنوبی، به رهبری نگو نگو دین دیم، را بر عهده گرفت. ویتنام شمالی با پشتیبانی و هدایت ویت‌کنگ، جبهه مخالفان در جنوب، از سال ۱۹۵۷ جنگ چریکی را شدت بخشید. در سال ۱۹۵۸، ویتنام شمالی با حمله به لائوس، مسیر هو شی مین را برای تأمین و تقویت ویت‌کنگ به وجود آورد. تا سال ۱۹۶۳، شمال به‌صورت مخفیانه ۴۰٬۰۰۰ سرباز از ارتش خلق ویتنام، مجهز به سلاح‌های شوروی و چینی، را به جنوب فرستاد تا با شورشیان بجنگند. جان اف. کندی حضور نظامی آمریکا را از ۹۰۰ مستشار در سال ۱۹۶۰ به ۱۶٬۳۰۰ نفر در سال ۱۹۶۳ افزایش داد و کمک‌های بیشتری به ارتش جمهوری ویتنام فرستاد، اما این تلاش‌ها بی‌نتیجه ماند. در سال ۱۹۶۳، نگو دین دیم در کودتایی با حمایت آمریکا کشته شد که بی‌ثباتی جنوب را تشدید کرد.
پس از حادثه خلیج تونکین در سال ۱۹۶۴، کنگره آمریکا قطعنامه‌ای تصویب کرد که به لیندون بی. جانسون اجازه داد بدون اعلام رسمی جنگ، حضور نظامی را گسترش دهد. جانسون بمباران ویتنام شمالی را آغاز کرد و با اعزام نیروهای رزمی، تعداد سربازان را تا پایان ۱۹۶۵ به ۱۸۴٬۰۰۰ و تا پایان ۱۹۶۸ به ۵۳۶٬۰۰۰ نفر رساند. نیروهای آمریکا با برتری هوایی و توان آتشین کوبنده، عملیات جستجو و نابودی را در مناطق روستایی انجام دادند. در سال ۱۹۶۸، ویتنام شمالی حمله عید تت را شروع کرد که با وجود شکست تاکتیکی، بسیاری در آمریکا را متقاعد ساخت که جنگ هیچ پیروزی ندارد. ارتش خلق ویتنام به جنگ کلاسیک روی آورد. ریچارد نیکسون از سال ۱۹۶۹ سیاست «ویتنامی‌سازی» را اجرا کرد که طی آن ارتش جمهوری ویتنام گسترش یافت و نیروهای آمریکایی به‌تدریج خارج شدند. کودتای ۱۹۷۰ در کامبوج منجر به تهاجم ارتش خلق ویتنام و ضدحمله مشترک آمریکا و ارتش جمهوری ویتنام شد و جنگ داخلی کامبوج را شدت بخشید. تا سال ۱۹۷۲، بیشتر نیروهای آمریکایی از ویتنام خارج شدند و با توافق صلح پاریس در ۱۹۷۳، باقی‌مانده نیروها نیز رفتند. این توافق‌ها نقض شد و نبردها تا تهاجم بهاری ۱۹۷۵ و سقوط سایگون به دست ارتش خلق ویتنام ادامه یافت که پایان جنگ را رقم زد. ویتنام شمالی و جنوبی در سال ۱۹۷۶ دوباره متحد شدند.
دولت ویتنام شمالی برای اتحاد تحت حکومت کمونیستی می‌جنگید، آن‌ها اختلاف را ابتدا جنگ مستعمراتی فقط علیه نیروی‌های استعماری فرانسوی می‌دانستند اما وقتی آمریکا به ویتنام جنوبی پیوست اختلاف را به جنگ علیه کل دولت ویتنام جنوبی که آن را دولت دست نشانده آمریکا می‌خواندند، تغییر دادند؛ اگرچه پیش از ورود آمریکا به این جریان فرانسوی‌ها به واسطه تغییرات صورت گرفته در خود فرانسه در حال ترک ویتنام بودند.
این جنگ هزینه انسانی بسیار سنگینی داشت. طبق برآوردها، تعداد کشته‌شدگان ویتنامی شامل سربازان و غیرنظامیان بین ۹۷۰٬۰۰۰ تا ۳ میلیون نفر بوده است. همچنین، حدود ۲۷۵٬۰۰۰ تا ۳۱۰٬۰۰۰ کامبوجی، ۲۰٬۰۰۰ تا ۶۲٬۰۰۰ لائوسی و ۵۸٬۲۲۰ نیروی نظامی آمریکایی جان باختند. پایان جنگ باعث شد میلیون‌ها نفر از منطقه هندوچین به‌شکل قایق‌سوار مهاجرت کنند که گفته می‌شود حدود ۲۵۰٬۰۰۰ نفر در مسیر فرار در دریا جان خود را از دست دادند. طی جنگ، ۲۰ درصد از جنگل‌های جنوب ویتنام با سموم علف‌کش آلوده شدند که این آلودگی منجر به مشکل سلامتی برای افراد در معرض آن شد.: 144–145  نسل‌کشی کامبوج به‌دست خمرهای سرخ نیز در این دوران اتفاق افتاد، و درگیری‌های بین آن‌ها و ویتنام به جنگ ویتنام و کامبوج انجامید. در واکنش به این شرایط، چین به ویتنام حمله کرد و درگیری‌های مرزی تا سال ۱۹۹۱ ادامه داشت. در ایالات متحده، این جنگ منجر به پدیده «سندروم ویتنام» شد، که نشان‌دهنده نفرت عمومی نسبت به مداخلات نظامی آمریکا در کشورهای خارجی است. این مسئله، به همراه رسوایی واترگیت، به بحران اعتماد مردم آمریکا در دهه ۱۹۷۰ دامن زد.

## پیشینه
در جریان جنگ جهانی دوم، هندوچین به تصرف نیروهای ژاپن درآمد و دست نیروهای فرانسه که پیش از آن نیروی مستعمراتی آن منطقه نیز بودند از کشورهای منطقه موقتاً کوتاه شد. با شکست ژاپن در پایان جنگ نیروهای ملی و نیز کمونیستهای ویتنام استقلال ویتنام را خواستار شدند و در دوم سپتامبر ۱۹۴۵ هو شی مین تشکیل کشور مستقل ویتنام را در هانوی اعلام کرد. نیروهای فرانسه که از اسارت نیروهای ژاپن درآمده بودند دوباره سعی در کسب سلطه خود در هندوچین و ویتنام کردند. این امر با مقاومت نیروهای ویتنامی (معروف به ویت مین) زیر فرماندهی هوشی مین روبرو شد و جنگ‌های معروف به جنگ اول ویتنام درگرفت. 

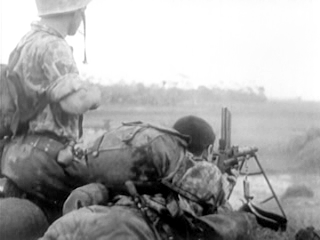
سربازان فرانسوی در حال درگیری با نیروهای ویت کنگ

در سال ۱۹۵۰ رئیس‌جمهور آمریکا ترومن ۳۵ نفر از افراد گروه کمک و مشاوره نظامی را برای آموزش و مشاوره به کمک فرانسه فرستاد تا بتواند سلطه مستعمراتی خود را در ویتنام حفظ کند. در ۱۹۵۴ نیروهای ویت مین شکست سختی در دین بین فو به نیروهای فرانسه وارد کردند و در نتیجه فرانسه در کنفرانس ژنو به استقلال سه کشور مستعمره خود یعنی کامبوج و لائوس و ویتنام رضایت داد اما در موافقتنامه‌های کنفرانس ژنو ویتنام موقتاً به دو بخش شمالی و جنوبی تقسیم شده بود. هدف ظاهراً آن بود که پس از رای‌گیری از مردم ویتنام تکلیف حکومت در این کشور معلوم شود. حکومت ویتنام جنوبی زیر رهبری نگو دین دیم با تشویق آمریکا از شرکت در مذاکرات مربوط به ترتیبات این رای‌گیری سر باز زد. در همین دوره حکومت ویتنام جنوبی با حمایت آمریکا به سرکوب شدید کمونیست‌ها پرداخت و بسیاری از مردم به اتهام کمونیست بودن اعدام شدند.

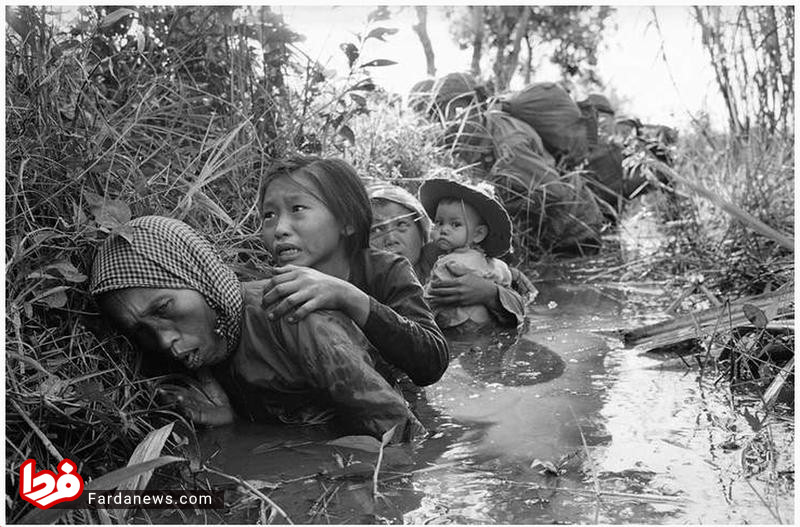
مردم آواره

برخی از نیروهای ویت مین که در جنوب باقی‌مانده بودند دست به مقاومت مسلحانه علیه حکومت نگو دین دیم زدند و نیروهای ویتنام شمالی نیز پس از مدتی به حمایت از این مبارزات در جنوب پرداختند. جبهه ملی آزادی‌بخش ویتنام جنوبی تشکیل شد. حکومت ویتنام جنوبی افراد این جبهه را ویت‌کنگ می‌نامید که کوتاه شده عبارت «کمونیست ویتنامی» (ویت نام کنگ سان - Việt Nam Cộng Sản) به زبان ویتنامی بود.

## گسترش جنگ

اعدام یک سرباز ویت‌کنگی توسط سرتیپ نگوک لوآن در خلال جنگ ویتنام که ادی آدامز به خاطر آن برنده جایزه پولیتزر و جایزه وُرلدپرس شد

با حمایت چین و شوروی از نیروهای ویت‌کنگ و ویتنام شمالی و نیز حمایت آمریکا و متحدانش از نیروهای ویتنام جنوبی، درگیری‌های ویتنام بالا گرفت و به تدریج به جنگی بزرگ در سراسر ویتنام و گاه در نقاط دیگر هندوچین تبدیل شد. از اوایل دهه شصت و با روی کار آمدن کندی، اولین نظامیان آمریکایی تحت عنوان مستشار به ویتنام جنوبی گسیل شدند بدون آنکه چین یا شوروی نیرویی به ویتنام شمالی اعزام کرده باشند. با ظهور جانسون کادر مستشاران تبدیل به یک لشکر سازمان یافته شد. پس از حمله‌ای که ادعا می‌شود، ویتنام شمالی به ناوهای نیروی دریایی آمریکا کرد (۱۹۶۴)، آمریکا بمباران هوایی شمال را به‌طور منظم آغاز کرد و از سال ۱۹۶۵ با ارتشی بزرگ وارد ویتنام جنوبی شد و شروع به سرکوب ویت کنگ‌ها کرد. به نظر می‌رسد استراتژی آمریکا از این نقطه به بعد، از سویی وادار کردن شمال به توقف کمک به ویت کنگ‌های جنوب و از سوی دیگر ریشه‌کن کردن ویت کنگ‌ها در جنوب بود.

## حمله تت
در سال ۱۹۶۸ نیروهای ویت‌کنگ و ویتنام شمالی هم‌زمان با عید تت و آغاز سال ویتنامی، حمله‌های گسترده‌ای را در سراسر ویتنام جنوبی آغاز کردند که به حمله عید تت مشهور شد. اگر چه این حمله‌ها از نظر نظامی موفقیت زیادی نداشت اما گسترده بودن و شدت آن و نیز پوشش خبری آن در سراسر جهان و به ویژه در داخل آمریکا، افکار عمومی را به‌شدت ضد آمریکا بسیج کرد و تظاهرات ضد جنگ در آمریکا را به دنبال داشت.

## ویتنامی کردن جنگ
آمریکا با روی کار آمدن نیکسون، تقریباً از سال ۱۹۶۹ به علت شکست‌های متعدد و عدم شناسایی ویت کنگ‌ها از مردم عادی و عدم آشنایی کامل با منطقه و تاکتیک رزم‌های نامنظم که ویت کنگ‌ها در آن بسیار ماهر و موفق بودند مجبور شد مذاکرات صلح را آغاز کند و کار دفاع از حکومت ویتنام جنوبی را به خود آن حکومت بسپارد؛ که البته علل مزبور اصلی‌ترین علل ترک جنگ نبودند بلکه فشارهای داخلی و مخالفت‌های روزافزون در خود آمریکا علت اصلی بود. مقاومت شمالی‌ها و سر تسلیم فرود نیاوردن آنها در برابر بمباران‌های آمریکا هم مزید بر علت بود. این جنگ طبق موافقات صلح پاریس (۱۹۷۳) رسماً به پایان رسید، ولی پس از عقب‌نشینی سربازان آمریکایی ادامه یافت. البته شمالی‌ها در سال ۶۵ پیشنهاد مذاکره داده بودند اما آمریکایی‌ها شرایط مذاکرات را نپذیرفته بودند.

## سقوط سایگون
در ۳۰ آوریل ۱۹۷۵ نیروهای ویتنام شمالی سایگون را گرفتند و جنگ ویتنام به پایان رسید. در سال ۱۹۷۶ انتخاب مجلس ملی، راه را برای وحدت مجدد شمال و جنوب ویتنام فراهم نمود. (ذکر شده در مفاد قرار داد پاریس ۱۹۷۵) قابل توجه اینکه ویتنام شمالی هیچگاه به ویتنام جنوبی لشکر نکشیده بود (تا ۱۹۷۵) و سیاست این کشور از ابتدا تا سال ۱۹۷۵ تجهیز ویت کنگ‌ها و حمایت همه‌جانبه و تمام عیار از آنها بود. آمریکا هم هیچگاه به ویتنام شمالی لشکر نکشید. (شاید از بیم چین و شوروی).

## بنای یادبود کهنه سربازان جنگ ویتنام
بنای یادبود کهنه سربازان جنگ ویتنام در سال ۱۹۸۲ در روز کهنه سربازان به‌طور رسمی افتتاح شد. این بنا در میان چمنزار شیب‌دار کانستیتوشِن گاردِنز (Constitution Gardens) در گردشگاه واقع میان بنای یادبود لینکلن و بنای تاریخی واشینگتن قرار دارد.